# Elaphoglossum gracillimum
Elaphoglossum gracillimum är en träjonväxtart som beskrevs av John T. Mickel. Elaphoglossum gracillimum ingår i släktet Elaphoglossum och familjen Dryopteridaceae. Inga underarter finns listade.